# Verrucomicrobia
Verrucomicrobia — тип бактерій, описаний в 2004 році. Цей тип містить досить небагато видів (найбільш видомий — Verrucomicrobia spinosum, на честь якого названий тип). Види ізольовані з прісноводних середовищ, ґрунту і людських фекалій. Кілька ще недосліджених ліній були ідентифіковані в асоціації з хазяїном-еукаріотом як ектосимбіонти протіст або ендосимбіонти нематод, що живуть в їх статевих клітках. У людей викливають бородавки[джерело?] (лат. verruca — звідти назва бактерії).
Існують свідоцтва, що Verrucomicrobia існують в значній кількості у довкіллі та дуже віжливі для нього (особливо для культур ґрунту). Цей тип звичацно поєднується у один надтип разом з двома спорідненими типами: Chlamydiae і Lentisphaerae .

## Послиання
1. ↑  Cho J, Vergin K, Morris R, Giovannoni S (2004). Lentisphaera araneosa gen. nov., sp. nov, a transparent exopolymer producing marine bacterium, and the description of a novel bacterial phylum, Lentisphaerae. Environ Microbiol. 6 (6): 611—21. PMID 15142250.